# Diplura (hexapodes)
Cet article concerne l'ordre d'Hexapodes. Pour le genre d'araignées, voir Diplura (araignée). Pour le genre d'algues brunes, voir Diplura (algue).
Classe
Sous-ordres de rang inférieur
- Dicellurata
- Rhabdura

Les Diplura, Diploures en français, sont une classe de petits invertébrés terrestres, ce sont des arthropodes hexapodes entognathes, longtemps considérés comme des insectes (aptérygotes).

## Étymologie
Diplura vient du grec diplo-, « deux » et ura, « queue ». Il fait référence aux longues cerques au bout de l'abdomen.

## Description
Les diploures sont de petits hexapodes primitifs, généralement de 3 mm à 10 mm mais dont les plus grandes espèces peuvent atteindre 50 mm. Leur corps allongé et peu sclérotinisé se compose d'une tête avec une paire de longues antennes segmentées et un appareil buccal internalisé, du thorax avec trois paires de pattes à cinq segments et de l'abdomen sous-divisé en dix segments qui se termine par des cerques.
Les diploures sont caractérisés par : 
- l'absence d'yeux composés et d'ocelles
- l'absence d'ailes ;
- des segments thoraciques biens visibles ;
- une seule paire d'appendices cerques (parfois longs) terminant l'abdomen (multiarticulés ou en forme de pince) ;
- de petits appendices (styles) sous l'abdomen, supposés être des vestiges de pattes ;
- des pièces buccales insérées dans la capsule céphalique, non visibles extérieurement (entognathes[4]) ;
- une couleur généralement pâle, de longues antennes filiformes.

Ils sont détritivores, herbivores pour la plupart, mais certains sont carnivores, prédateurs d'autres membres de la mésofaune.
Quelques espèces sont inhabituellement grandes, telles que les Heterojapyx en Australie.

## Habitat
Ils vivent dans le sol, sous la mousse, dans les grottes, le bois en décomposition. Fuyant la lumière et appréciant l'humidité et la chaleur (bien que certaines espèces vivent en zone subpolaire), ils sont typiques des litières forestières, où ils jouent un rôle essentiel dans la décomposition de la matière organique (formation de l'humus) et le cycle du carbone. Ils occupent l'ensemble des couches du sol. Certains Japygidés vivent dans le sable et dans les zones intertidales. En altitude, on retrouve une cinquantaine d'espèces capable de vivre dans les pelouses alpines au-dessus de 2 000 m avec un record à 4 800 m pour Lepidocampa weberi nepalensis, une espèce de campodéidés, collecté au Népal. De nombreuses espèces sont également adaptées à la vie dans les grottes.
L'aire de répartition des diploures est mondiale à l'exception de l'Antarctique.

## Classification
Ils étaient autrefois classés comme un ordre dans la classe des insectes, sous-classe des aptérygotes, puis dans classe des Entognatha dans les Hexapoda au côté des insectes. 
Ils sont désormais traités en classe à part entière.
Les études phylogénétiques ne sont pas toutes favorables pour considérer les diploures comme un groupe monophylétique. Ils y seraient le groupe frère soit des Insectes, soit des protoures. 
Le millier d'espèces recensées, réparties en 141 genres et 10 familles, se divise en deux sous-ordres, les Rhabdura et les Dicellurata. Cette classification établie par Jean Pagés en 1959 fait désormais consensus parmi les spécialistes,.
Sous-ordre Dicellurata Pagés, 1959
- Japygoidea Lubbock, 1873
  - Dinjapygidae Womersley, 1939
  - Evalljapyginae Silvestri, 1948
  - Iapygidae Haliday, 1864
  - Heterojapygidae Womersley, 1939
  - Parajapygidae Womersley, 1939
  - †Testajapygidae Kukalová-Peck, 1987

Sous-ordre Rhabdura Cook, 1896
- Campodeoidea Lubbock, 1873
  - Campodeidae Meinert, 1865
  - Procampodeidae Silvestri, 1948
- Projapygoidea Cook, 1896
  - Anajapygidae Bagnall, 1918
  - Octostigmatidae Rusek, 1982
  - Projapygidae Cook, 1899